# Turvo (Santa Catarina)
Pour les articles homonymes, voir Turvo.
Turvo est une ville brésilienne du sud de l'État de Santa Catarina.

## Géographie
Turvo se situe par une latitude de 28° 55′ 34″ sud et par une longitude de 49° 40′ 45″ ouest, à une altitude de 38 mètres.
Sa population était de 11 854 habitants au recensement de 2010. La municipalité s'étend sur 234 km2.
Elle fait partie de la microrégion d'Araranguá, dans la mésorégion Sud de Santa Catarina.

## Administration

### Liste des maires
Depuis son émancipation de la municipalité d'Araranguá en 1949, Turvo a successivement été dirigée par :
- Osni Paulino da Silva - 1949
- Abele Bez Batti - 1949 à 1952
- Luiz Maragno - 1952 à 1954
- José Marcon - 1954 à 1959
- Antônio Dandolini - 1959 à 1964
- Sebastião M. de Mattos - 1964 à 1966
- Aldir Schmidt - 1966 à 1970
- Ires Olivo - 1970 à 1973
- Romeu Carlessi - 1973 à 1976
- Ari Pessi - 1976 à 1983
- Adoaldo Otávio Teixeira - 1983 à 1988
- Heriberto Afonso Schmidt - 1989 à 1992
- Ari Pessi - 1992 à 1996
- Heriberto Afonso Schmidt - 1997 à 2004
- José Brina Tramontim - 2005 à 2008
- Ronaldo Carlessi - 2009 à aujourd'hui

### Divisions administratives
La municipalité est constituée de deux districts :
- Turvo (siège du pouvoir municipal)
- Morro Chato

## Villes voisines
Turvo est voisine des municipalités (municípios) suivantes :
- Timbé do Sul
- Morro Grande
- Meleiro
- Araranguá
- Ermo
- Jacinto Machado